# Commanderie de Czaplinek
Pour les articles homonymes, voir Église de la Sainte-Trinité.
La commanderie de Czaplinek appelée également château de Templeburg se trouvait au nord-ouest de la Pologne, sur le territoire de la commune de Czaplinek qui fut fondée en 1286 par les Templiers.

## État
Il ne subsiste aujourd'hui qu'une église sous le vocable de la « Sainte-Trinité ».

## Historique
Cette région de Pologne a fait partie de l'Allemagne jusqu'à la fin de la Seconde Guerre mondiale.
En 1286, Przemysl II duc de Grande-Pologne fait don d'un ensemble de terres aux Templiers le long de la rivière Drawa (pl), territoire allant du lac Drawsko (pl) jusqu'au lac Dębno (pl),.
Sur ces terres fut bâtie une forteresse en bois appelée « Tempelborch » qui devint le deuxième commanderie de Poméranie vers 1290.
À la suite de la dissolution de l'ordre du Temple, elle ne fut pas immédiatement dévolue aux Hospitaliers, mais fut prise par le margrave Valdemar de Brandebourg. C'est seulement en 1345 que la commanderie fut réellement dévolue à l'ordre de Saint-Jean de Jérusalem, qui la vendit en 1366 pour rembourser une partie de ses dettes.

## Photos

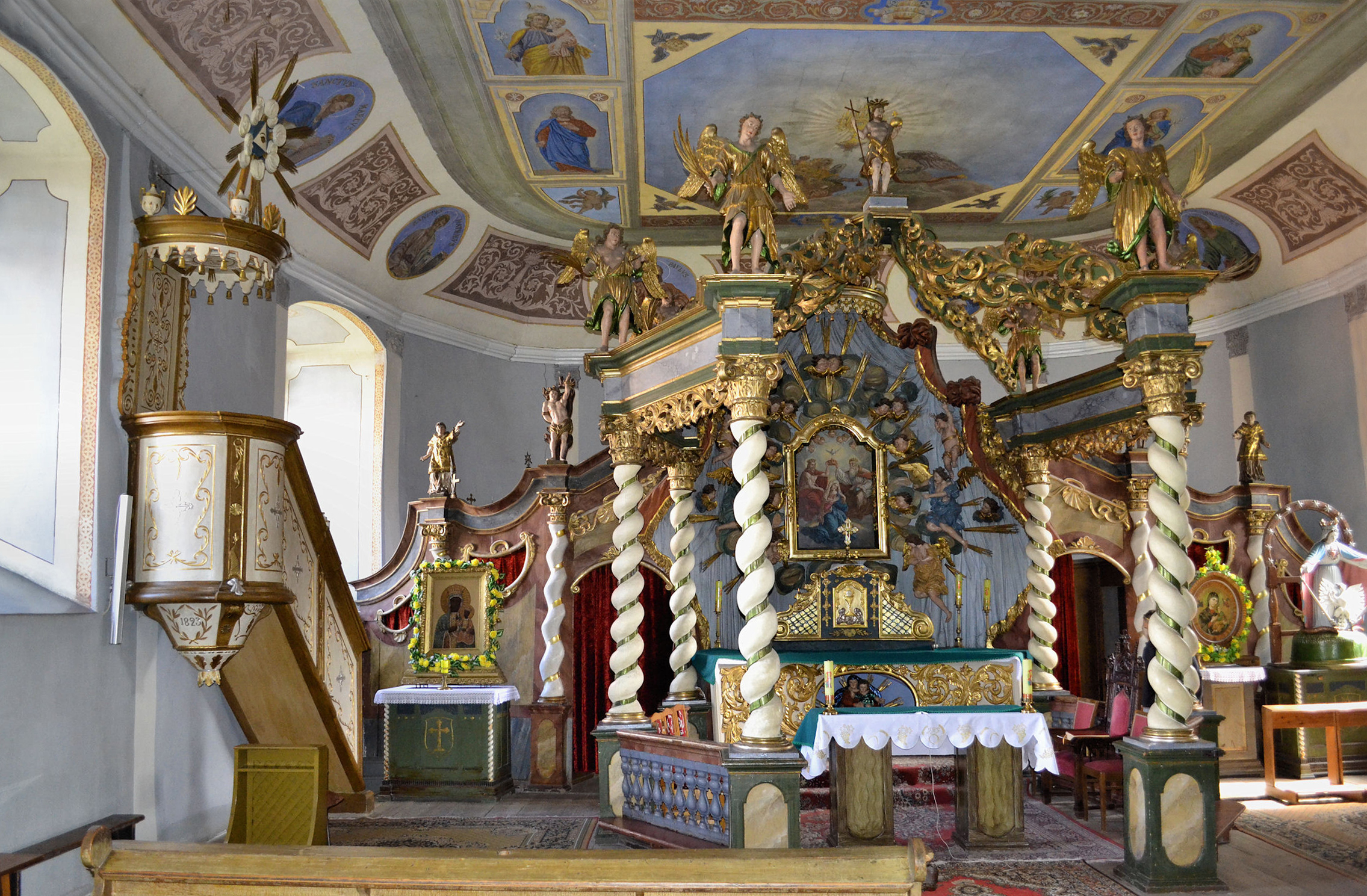
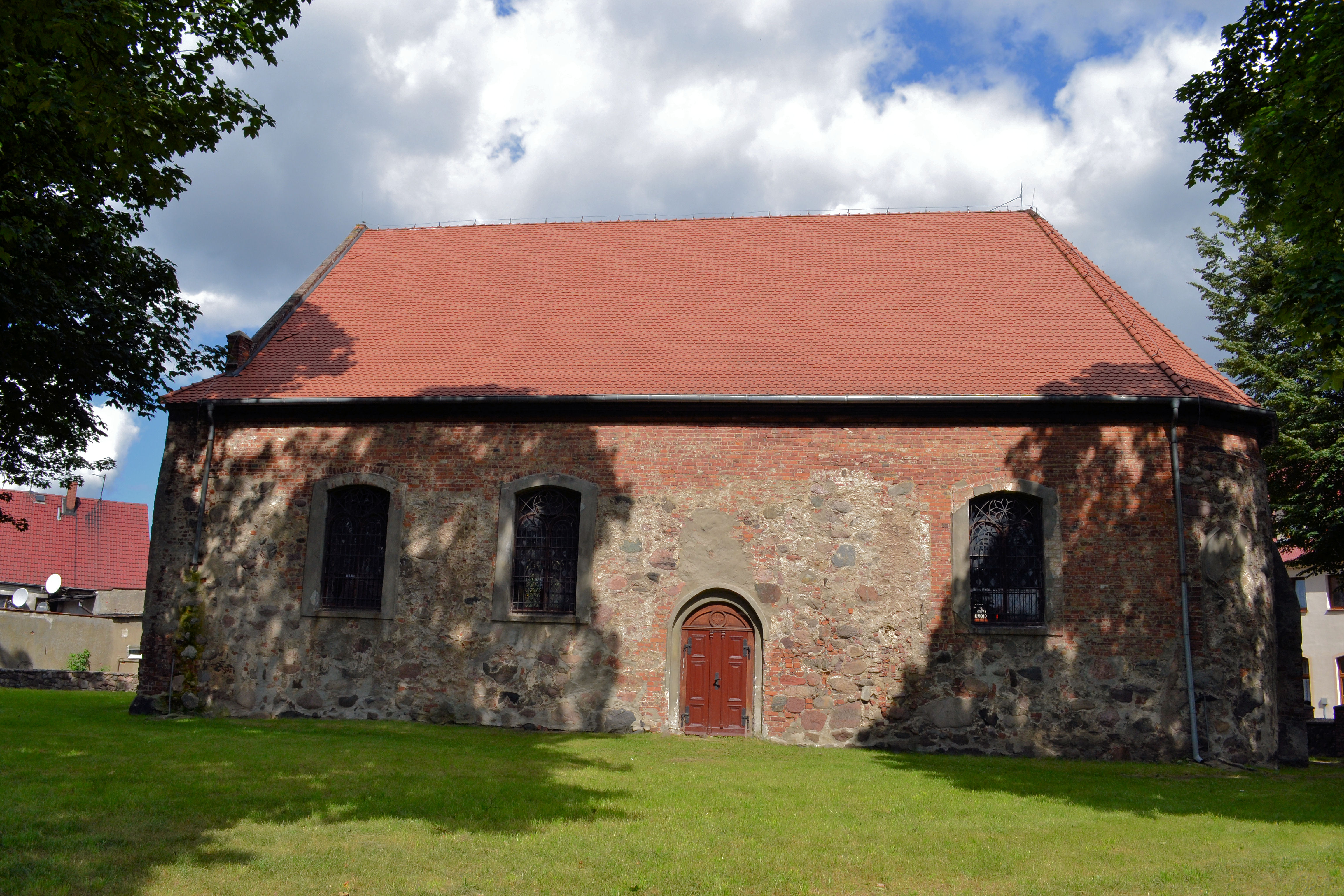

## Commandeurs templiers
| Nom du commandeur | Dates   |
| Nicolaus          | ~ 1303, |

## Sources
- (en) Maria Starnawska, « The commanderies of the Templars in the Polish lands and their history after the end of the Order », dans Jochen Burgtorf, Paul Crawford, Helen Nicholson, The Debate on the Trial of the Templars, 1307-1314, Ashgate Publishing ltd., 2010, 399 p. (ISBN 978-0-7546-6570-0, lire en ligne), p. 301-314
- (pl) Przemysław Kołosowski, « Stan badań archeologycznych nad siedzibami templariuszy na ziemiach polskich », Templariusze, historia i mit, Toruń, Musée Okręgowe,‎ 2004, p. 47-69 (présentation en ligne)
- (pl) Maria Starnawska, « Templariusze na ziemiach polskich », Templariusze, historia i mit, Toruń, Musée Okręgowe,‎ 2004, p. 19-25 (présentation en ligne)
- (en) Maria Starnawska, « Crusade orders on polish lands during the Middle Ages : Adaptation in a peripherical environment », Quaestiones Medii Aevi novae, institut historique de l'université de Varsovie,‎ 1997